# فرانك كوغلين
فرانك كوغلين (بالإنجليزية: Frank Coughlin)‏ هو لاعب كرة قدم أمريكية أمريكي، ولد في 28 فبراير 1896 في شيكاغو في الولايات المتحدة، وتوفي في 8 سبتمبر 1951 في إنديانابوليس في الولايات المتحدة.